# Flujo de Ricci

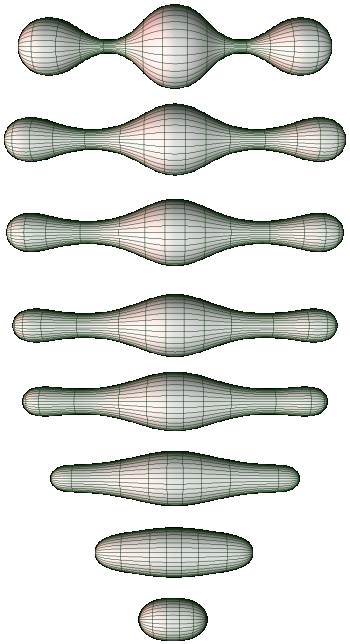
Varias etapas del flujo de Ricci en una variedad 2D.

En geometría diferencial, el flujo de Ricci es un flujo geométrico e intrínseco — un proceso que deforma la métrica de una variedad de Riemann — en forma análoga a la difusión del calor, pero suavizando las irregularidades de la métrica de Riemann.  Desempeña un papel importante en la demostración de la conjetura de Poincare (realizada en 2002 por el matemático ruso Grigori Perelmán basándose en este propio principio), uno de los siete Problemas del Milenio por el cual el Clay Mathematics Institute ofrecía un premio de $1.000.000 por la solución correcta, y en ese contexto también se lo llama el flujo de Ricci–Hamilton.

## Definición matemática
Dada una variedad de Riemann con un tensor métrico {\displaystyle g_{ij}}, podemos calcular el tensor de Ricci {\displaystyle R_{ij}} que contiene los promedios de las curvaturas seccionales en una especie de "traza" del tensor de curvatura.  Si consideramos al tensor métrico (y al asociado tensor de Ricci) como funciones de una variable llamada "tiempo" (pero que puede no estar relacionada con la noción física de tiempo), entonces el flujo de Ricci se puede definir como la ecuación de evolución geométrica
{\displaystyle \partial _{t}g_{ij}=-2{\text{Ric}}_{ij}}
donde g es la métrica y Ric es la curvatura de Ricci. 
Richard Hamilton fue el primero en utilizar este flujo en 1981, demostrando que cualquier 3-variedad que admita una métrica de curvatura positiva, admite una métrica de curvatura constante también. Puede ser utilizado para probar varios resultados importantes, como el teorema de uniformización o posiblemente la conjetura de Thurston, que incluye la famosa conjetura de Poincaré.